# Janine Reynaud
Janine Lucienne Reynaud, gelegentlich Janine Raynaud (* 13. August 1930 in Paris; † 30. Januar 2018 in Oradour-Saint-Genest) war eine französische Schauspielerin und Fotomodell.

## Leben und Wirken
Reynaud arbeitete zunächst als Model (u. a. für Kreationen des Modemachers Jean Patou). Mit Mitte Dreißig stand sie erstmals vor Filmkameras. Anfänglich (1965/66) wirkte sie mit tragenden Nebenrollen in Eurospy-Agentenstreifen wie Gleich wirst du singen, Vögelein, Mike Murphy 077 gegen Ypotron (Originaltitel: Agente Logan Missione Ypotron), Bob Fleming – Mission Casablanca und Der schwarze Skorpion mit. 
Ab 1967 war sie mit dem Trashfilm-Regisseur Jess Franco und auch dessen österreichischen Kollegen Adrian Hoven befreundet. Sie spielte kaltherzige Upper-Class-Frauen in zum Teil heftig kritisierten Exploitationfilmen, die Sado-Maso- und Sex-and-Crime-Elemente enthielten (zum Beispiel Necronomicon – Geträumte Sünden, Rote Lippen – Sadisterotica und Im Schloß der blutigen Begierde). Im Anschluss daran spielte Reynaud in mehreren Erotikfilmen wie Die Sexsklavinnen von Schloss Porno und Der Sex trinkt Champagner des auf derartige Stoffe spezialisierten B-Film-Regisseurs Max Pécas. 
Ende der 1970er Jahre verschwand Reynaud aus dem Blickfeld der Öffentlichkeit. Sie war mit dem Regisseur Michel Lemoine verheiratet, in dessen frühen Sexfilminszenierungen Anfang der 1970er Jahre sie ebenfalls zu sehen gewesen war. In zweiter Ehe war sie mit dem Texaner Herbert Hamilton verheiratet. Nach 2000 zog sie wieder nach Frankreich.

## Filmografie
- 1965: La bugiarda
- 1965: Una voglia da morire
- 1965: Gleich wirst du singen, Vögelein (Mission spéciale à Caracas)
- 1966: Computer für Mord (A.D3 operazione squalo bianco)
- 1966: Mike Murphy 077 gegen Ypotron (Agente Logan – missione Ypotron)
- 1966: Bob Fleming – Mission Casablanca (A 077 défie les tueurs)
- 1966: Der schwarze Skorpion (Cifrato speciale)
- 1967: Necronomicon – Geträumte Sünden
- 1968: Im Schloß der blutigen Begierde
- 1968: Killer ohne Gesicht (Assassino senza volto)
- 1968: Die Sexsklavinnen von Schloss Porno (La Main noire)
- 1969: Küß mich, Monster (Bésame monstruo)
- 1969: Rote Lippen – Sadisterotica (El caso de las dos bellezas)
- 1970: Wie kurz ist die Zeit zu lieben (Comme il est court le temps d'aimer)
- 1971: Der Sex trinkt Champagner (Je suis une nymphomane)
- 1971: Der Schwanz des Skorpions (La coda dello scorpione)
- 1971: Käpt’n Rauhbein aus St. Pauli
- 1971: Frustration
- 1971: Blindman, der Vollstrecker (Blindman)
- 1972: Les Félines – Der Hengst und die Nymphe (Les Félines)
- 1972: Les Désaxées
- 1972: Les Chiennes
- 1973: Les Confidences érotiques d'un lit trop accueillant
- 1978: Tire pas sur mon collant